# Нечуйвітер передовий
Hieracium praecurrens — вид рослин із родини айстрових (Asteraceae).

## Середовище проживання
Зростає у Європі (Австрія, Болгарія, Словаччина, Німеччина, Греція, Угорщина, Румунія, Україна, колишня Югославія).